# Axel Schönberger
Axel Schönberger (* 1963 in Frankfurt am Main; Pseudonym: Axelius Pulchrimontanus) ist ein deutscher Sprachwissenschaftler.

## Leben
Nach dem Abitur 1981 am humanistischen Lessing-Gymnasium in Frankfurt am Main studierte er von 1982 bis 1988 klassische und romanische Philologie (Latinistik, Gräzistik, Franzistik, Italianistik, Hispanistik, Lusitanistik und Katalanistik) an den Universitäten Mainz, Rom und Frankfurt am Main als Stipendiat der Studienstiftung des deutschen Volkes und des Deutschen Akademischen Austauschdienstes (dazwischen Zivildienst 1986–1987). Er legte 1988 den Magister Artium in den Fächern Lateinische Philologie, Griechische Philologie sowie Hispanische Literaturen, Sprachen und Kulturen an der Johann Wolfgang Goethe-Universität Frankfurt am Main ab.
Nach der Promotion 1993 zum Doktor der Philosophie an der Johann Wolfgang Goethe-Universität zur französischen Literaturwissenschaft und der Habilitation 1998 für Romanische Philologie an der Universität Bremen wurde ihm 2002 der Augsburger Universitätspreis für Spanien-, Portugal- und Lateinamerikastudien der Albert-Leimer-Stiftung verliehen. Von 2003 bis 2007 lehrte er als Professor für Romanische Philologie in Bremen. Ab dem Wintersemester 2004/2005 hielt er wiederholt latinistische Lehrveranstaltungen am Fachbereich 9 der Johann Wolfgang Goethe-Universität ab. Im Wintersemester 2007/2008, im Sommersemester 2008 und erneut vom Sommersemester 2012 bis zum Wintersemester 2013/2014 vertrat er eine ordentliche Professur für spanische, hispanoamerikanische, portugiesische und brasilianische Sprachwissenschaft an der Universität Leipzig. Zudem war er lange in den Vorständen mehrerer romanistischer Fachverbände tätig (Deutscher Hispanistenverband, Deutscher Katalanistenverband, Deutscher Lusitanistenverband).
Seine Forschungsschwerpunkte sind lateinische Sprachwissenschaft, lateinische Unterrichtswerke und -methoden, antike und mittelalterliche Grammatiken des Lateinischen und Griechischen, die lateinische Tradition der romanischen Grammatiken des Mittelalters und der frühen Neuzeit, neulateinische Literatur der romanischen Länder und romanische Sprach- und Literaturwissenschaft. Er ist Mitherausgeber der Zeitschrift Lusorama – Zeitschrift für Lusitanistik.
Seit 2017 unterrichtet er an der Humboldt-Schule Wiesbaden das Fach Trivium, Latein, Spanisch, Italienisch und Französisch.
Zudem bietet er ehrenamtlich seit dem Jahre 2019 eine deutschlandweit einzigartige Studienreise nach Japan an. Diese organisiert er in Zusammenarbeit mit der Humboldt-Schule Wiesbaden und GoGoNihon/GoGoWorld.